# Чешир (округ)
Округ Чешир — один из десяти округов штата Нью-Гэмпшир. Административный центр — Кин. По состоянию на 2010 год население округа составляло 77 117 человек.
Чешир является одним из пяти первоначальных округов Нью-Гэмпшира, и назван так по имени графства Чешир в Англии.

## География
По данным службы переписи населения США, округ занимает площадь 1 888 км², из которых 1 831 км² — суша и 57 км² — вода. Наивысшая точка округа — гора Монаднок (965 метров).

### Граничащие округа
- Салливан (с севера)
- Хилсборо (с востока)
- Вустер (штат Массачусетс) (с юго-востока)
- Франклин (штат Массачусетс) (с юго-запада)
- Уиндем (штат Вермонт) (с запада)

### Достопримечательности
- гора Монаднок
- национальный парк Pisgah

## Демография
По данным переписи 2000 года в округе проживало 73 825 человек, среди них — 28 299 домашних хозяйств и 18 790nbsp;семей. Плотность населения — 40 человек на квадратный километр. Зарегистрировано 31 876 жилищных единиц (квартира или дом), со средней плотностью 17 единиц на квадратный километр.
Распределение по расам:
- белые — 97,75 %
- черные (афроамериканцы) — 0,37 %
- коренные американцы — 0,31 %
- азиаты — 0,47 %
- островные американцы — 0,04 %
- другие расы — 0,18 %
- смешанные расы — 0,89 %

Распределение по происхождению:
- латиноамериканцы — 0,72 %
- англичане — 16,2 %
- французы — 13,1 %
- ирландцы — 12,7 %
- американцы — 9,3 %
- франкоговорящие канадцы — 8,7 %
- итальянцы — 6,7 %
- немцы — 6,5 %

По родному языку:
- английский — 95,5 %
- французский — 1,4 %
- испанский — 1,2 %

По возрасту (средний возраст — 38 года):
- до 18 лет — 23,3 %
- 18 — 24 года — 11,7 %
- 22 — 44 года — 27,0 %
- 45 — 64 года — 24,3 %
- 65 лет и старше — 13,7 %

По полу:
- женщины — 51,31 %
- мужчины — 48,69 %